# Joao Plata
Joao Jimmy Plata Cotera (n. Guayaquil, Ecuador; 1 de marzo de 1992) es un futbolista ecuatoriano. Juega como delantero y su equipo actual es Deportivo FAS de la Primera División de El Salvador.

## Trayectoria

### Liga Deportiva Universitaria
Plata comenzó su carrera en las categorías inferiores en el Barcelona antes de unirse a la Academia Alfaro Moreno en Guayaquil en 2009. Después de impresionar en Alfaro Moreno, se unió a las filas juveniles de Liga Deportiva Universitaria. 
Plata impresionó al técnico de Liga Edgardo Bauza y fue convocado a la selección absoluta durante la segunda etapa de la Serie A 2010. Hizo su debut profesional el 22 de agosto en el estadio Casa Blanca en una victoria por 1-0 sobre Olmedo. Su debut fue considerado muy prometedor y Plata se convirtió en un fijo para el resto de la temporada.
El 18 de septiembre de 2010 anotó su primer gol profesional en la victoria por 1-0 sobre Espoli. Este importante gol ayudó a la Liga a consolidar su posición en la cima de la tabla. Plata terminó la temporada apareciendo en 7 partidos de liga (5 iniciales) y anotando un gol cuando los albos ganaron la Segunda Etapa de la Serie A y luego derrotó a Emelec para ser declarado campeón nacional por décima vez en la historia.

### Toronto F. C.

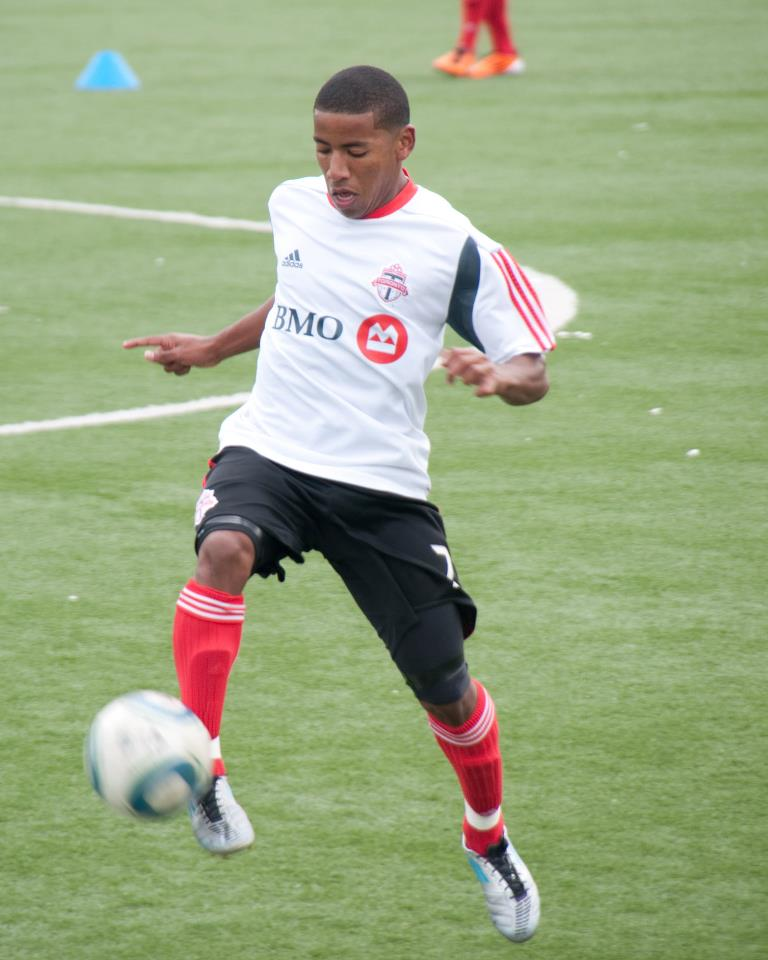
Joao Plata entrenando con el Toronto F. C.

Al final de la temporada 2010, para continuar su desarrollo, fue cedido al Toronto Football Club de la Major League Soccer y fue seleccionado por con la selección No. 49 en el SuperDraft de la MLS 2011. Toronto fichó a Plata el 24 de marzo de 2011. El 2 de abril hizo su debut como suplente en la segunda mitad sustituyendo a Alen Stevanović en un empate 1-1 en casa contra Chivas USA. El 27 de abril hizo su primera salida para como titular y proporcionó dos asistencias en la victoria a domicilio por 3-0 contra el Edmonton en el partido de ida del Campeonato Canadiense. Para el partido de vuelta el 4 de mayo volvió a formar parte de la alineación inicial y brindó una asistencia, además de recibir los honores de Jugador del Partido en una victoria en casa por 1-0, lo que le dio a Toronto una victoria global de 4-0 sobre Edmonton para avanzar a la final del Campeonato. Plata consiguió su primer gol en la MLS en la victoria por 2-1 sobre el Houston Dynamo. El gol fue un penalti bien ejecutado y luego pasó a preparar el segundo para Maicon Santos. Su actuación le valió jugador de la MLS de la semana. El 2 de julio anotó un gol crucial contra el Vancouver Whitecaps, lo que ayudó a sellar el tercer campeonato canadiense consecutivo del Toronto, lo que le permitió al equipo un lugar en Liga de Campeones de la Concacaf. Plata fue galardonado con el George Gross Memorial Trophy como el mejor jugador del torneo.
El 27 de julio hizo su debut en la Liga de Campeones contra Real Estelí como suplente de Gianluca Zavarise a los 49 minutos, Plata llevó a su equipo a una victoria por 2-1 en casa anotando los dos goles. El éxito de Plata continuó en la liga de campeones anotando dos goles en un partido crucial contra el F. C. Dallas el 18 de octubre en el último partido de la fase de grupos, con una victoria por 3-0 que llevó a Toronto a su primera aparición en cuartos de final. 
El 11 de enero de 2012, el club anunció un contrato de varios años para mantener a Plata en el equipo; de acuerdo con la política del club y la liga, los detalles de la firma del nuevo contrato no fueron revelados, pero los informes sugieren que se pagó una tarifa de $ 500 000 para asegurarlo. Plata anotó su primer gol de la temporada el 4 de abril, durante el partido de vuelta de las semifinales de la Liga de Campeones de la Concacaf 2011-12 contra Santos Laguna, Plata anotó ambos goles en una derrota fuera de casa por 6-2. 
Luego regresó a Liga Deportiva Universitaria con un préstamo a seis meses de Toronto el 11 de julio de 2012.

### Real Salt Lake
Plata se reincorporó a Toronto en enero de 2013 una vez finalizado el préstamo. Sin embargo, el 30 de enero fue cambiado a Real Salt Lake a cambio de una selección de segunda ronda en el SuperDraft de la MLS 2015. 
El 20 de mayo anotó su primer gol con el Real Salt Lake ante Chivas USA. 
En 2014, anotó 13 goles, la mayor cantidad de su carrera, al tiempo que agregó seis asistencias, lo que llevó a que el hashtag de Twitter #PlataEsOro se hiciera popular, un juego sobre el significado del nombre de Plata. 
En 2015, volvió a firmar con RSL, como un contrato de Jugador Joven Designado. En 2017 volvió a extender su contrato, permaneciendo como Jugador Designado, después de haber pasado la edad para ser un DP Joven. A principios de la temporada 2019, jugó un partido con el equipo B del RSL contra el Real Monarchs en el USL Championship, anotando en una victoria por 4-1 contra Reno 1868. 
Después de una temporada decepcionante, en la que anotó un gol, que llegó en un tiro penal en el minuto 95 contra los Colorado Rapids, que fue su primer gol en la MLS en 364 días, su opción de contrato fue rechazada por Real Salt Lake después de la temporada 2019. 

### Toluca
El 6 de julio de 2020 se anunció que se uniría al  Toluca de la Liga MX para la temporada 2020-21. Marcó su primer gol con el club el 24 de enero de 2021 contra el Necaxa.

### Delfín
El 28 de enero de 2022 fue anunciado en Delfín Sporting Club de la Serie A de Ecuador.

## Selección nacional
Después del mundial de Brasil, bajo el mando del director técnico interino Sixto Vizuete, lo convoca para dos partidos amistosos contra Bolivia y Brasil, debutando ante la selección Bolivia y anotando su primer gol con la selección de Ecuador.
El 21 de agosto de 2017 fue convocado por entrenador Jorge Célico para los partidos de clasificación a la Copa Mundial de Fútbol de 2018 contra Chile y Argentina.

### Participaciones en eliminatorias
| Eliminatorias     | Sede            | Resultado      |
| ----------------- | --------------- | -------------- |
| Eliminatoria 2018 | América del Sur | No clasificado |

### Partidos internacionales
Actualizado al último partido jugado el 16 de octubre de 2018.
| \| N.° \| Fecha \| Ciudad \| Rival \| Resultado \| Resultado \| Competencia \| \| --- \| ----------------------- \| --------------- \| -------------- \| --------- \| --------- \| ----------- \| \| 1. \| 1 de junio de 2011 \| Toronto \| Canadá \| 2-2 \| Empate \| Amistoso \| \| 2. \| 6 de septiembre de 2014 \| Fort Lauderdale \| Bolivia \| 4-0 \| Victoria \| Amistoso \| \| 3. \| 10 de octubre de 2014 \| East Hartford \| Estados Unidos \| 1-1 \| Empate \| Amistoso \| \| 4. \| 14 de octubre de 2014 \| Nueva York \| El Salvador \| 5-1 \| Victoria \| Amistoso \| \| 5. \| 16 de octubre de 2018 \| Doha \| Omán \| 0-0 \| Empate \| Amistoso \| |                         |                 |                |           |           |             |
| N.° | Fecha                   | Ciudad          | Rival          | Resultado | Resultado | Competencia |
| 1. | 1 de junio de 2011      | Toronto         | Canadá         | 2-2       | Empate    | Amistoso    |
| 2. | 6 de septiembre de 2014 | Fort Lauderdale | Bolivia        | 4-0       | Victoria  | Amistoso    |
| 3. | 10 de octubre de 2014   | East Hartford   | Estados Unidos | 1-1       | Empate    | Amistoso    |
| 4. | 14 de octubre de 2014   | Nueva York      | El Salvador    | 5-1       | Victoria  | Amistoso    |
| 5. | 16 de octubre de 2018   | Doha            | Omán           | 0-0       | Empate    | Amistoso    |

### Goles internacionales
| \| N.° \| Fecha \| Lugar \| Rival \| Gol \| Resultado \| Resultado \| Competición \| \| --- \| --------------------- \| ---------------------------------------- \| ----------- \| --- \| --------- \| --------- \| ----------- \| \| 1. \| 14 de octubre de 2014 \| Red Bull Arena, Harrison, Estados Unidos \| El Salvador \| 1–0 \| 5–1 \| Victoria \| Amistoso \| \| 2. \| 14 de octubre de 2014 \| Red Bull Arena, Harrison, Estados Unidos \| El Salvador \| 3–0 \| 5–1 \| Victoria \| Amistoso \| |                       |                                          |             |     |           |           |             |
| N.° | Fecha                 | Lugar                                    | Rival       | Gol | Resultado | Resultado | Competición |
| 1. | 14 de octubre de 2014 | Red Bull Arena, Harrison, Estados Unidos | El Salvador | 1–0 | 5–1       | Victoria  | Amistoso    |
| 2. | 14 de octubre de 2014 | Red Bull Arena, Harrison, Estados Unidos | El Salvador | 3–0 | 5–1       | Victoria  | Amistoso    |

## Clubes
Actualizado al último partido jugado el 3 de diciembre de 2023.
| Club                         | País           | Año           | Partidos | Goles |
| ---------------------------- | -------------- | ------------- | -------- | ----- |
| Liga Deportiva Universitaria | Ecuador        | 2010-2012     | 7        | 1     |
| Toronto F. C.                | Canadá         | 2011-2012     | 52       | 10    |
| Real Salt Lake               | Estados Unidos | 2013-2019     | 201      | 53    |
| Real Monarchs                | Estados Unidos | 2019          | 1        | 1     |
| D. Toluca F. C.              | México         | 2020-2021     | 7        | 1     |
| Delfín S. C.                 | Ecuador        | 2022          | 7        | 0     |
| Deportivo FAS                | El Salvador    | 2023-act.     | 12       | 5     |
| Total carrera                | Total carrera  | Total carrera | 287      | 71    |

## Palmarés

### Campeonatos nacionales
| Título                 | Club                         | País    | Año  |
| ---------------------- | ---------------------------- | ------- | ---- |
| Campeonato Ecuatoriano | Liga Deportiva Universitaria | Ecuador | 2010 |
| Campeonato Canadiense  | Toronto F. C.                | Canadá  | 2011 |
| Campeonato Canadiense  | Toronto F. C.                | Canadá  | 2012 |

### Campeonatos regionales
| Título                       | Club           | País           | Año  |
| ---------------------------- | -------------- | -------------- | ---- |
| Campeonato Conferencia Oeste | Real Salt Lake | Estados Unidos | 2013 |

### Copas internacionales
| Título              | Club                         | País    | Año  |
| ------------------- | ---------------------------- | ------- | ---- |
| Recopa Sudamericana | Liga Deportiva Universitaria | Ecuador | 2010 |

### Distinciones individuales
| Distinción                                        | Año  |
| ------------------------------------------------- | ---- |
| Mejor jugador del Campeonato Canadiense de Fútbol | 2011 |
| Jugador del mes de marzo Major League Soccer      | 2016 |